# Eichstock
Eichstock ist ein Ortsteil des Marktes Markt Indersdorf. Der Ort befindet sich etwa 42 Kilometer nordwestlich von München im oberbayerischen Landkreis Dachau.

## Geschichte
Bereits 1305 kommt der Flurname Aychstoechinne vor. Der Weiler Eichstock (1345 Aychstok oder Aychstock = Eichwald genannt) gehörte als Teil der Grundherrschaft Harreszell zum Landgericht Kranzberg und bis zur Klosteraufhebung 1783 zum Kloster Indersdorf. Bis zur Gebietsreform in Bayern, die am 1. Januar 1972 in Kraft trat, war Eichstock ein Ortsteil der Gemeinde Langenpettenbach. Der Ort wurde im 19. Jahrhundert vor allem von Mennoniten besiedelt. Im Jahr 1802 erfolgte ein Aufruf des bayerischen Kurfürsten und späteren Königs Maximilian IV. Joseph in Bayern zu siedeln. Ein Jahr später wurde das bayerische Religionsedikt erlassen, das Bürgern jeder christlichen Konfession die gleichen bürgerlichen Rechte zusprach. Mehrere mennonitische Familien kamen so ab 1818 aus der Pfalz und ließen sich in Orten wie Wagenried, Stachusried (Hammerhof), Lanzenried, Riedhof, Rettenbach, Harreszell, Goppertshof, Tafern, Fränking und Kleinschwabhausen nieder; ein Teil dieser Orte waren, wie Eichstock, reine Mennonitensiedlungen. Ein Großteil der mennonitischen Familien wanderte ab 1844 weiter nach Halstead in Kansas, und Iowa in Nordamerika, weil sie dort bessere Lebensbedingungen und Entwicklungsmöglichkeiten sahen. Auch später gab es immer wieder Abwanderungen.

## Mennonitisches Bethaus

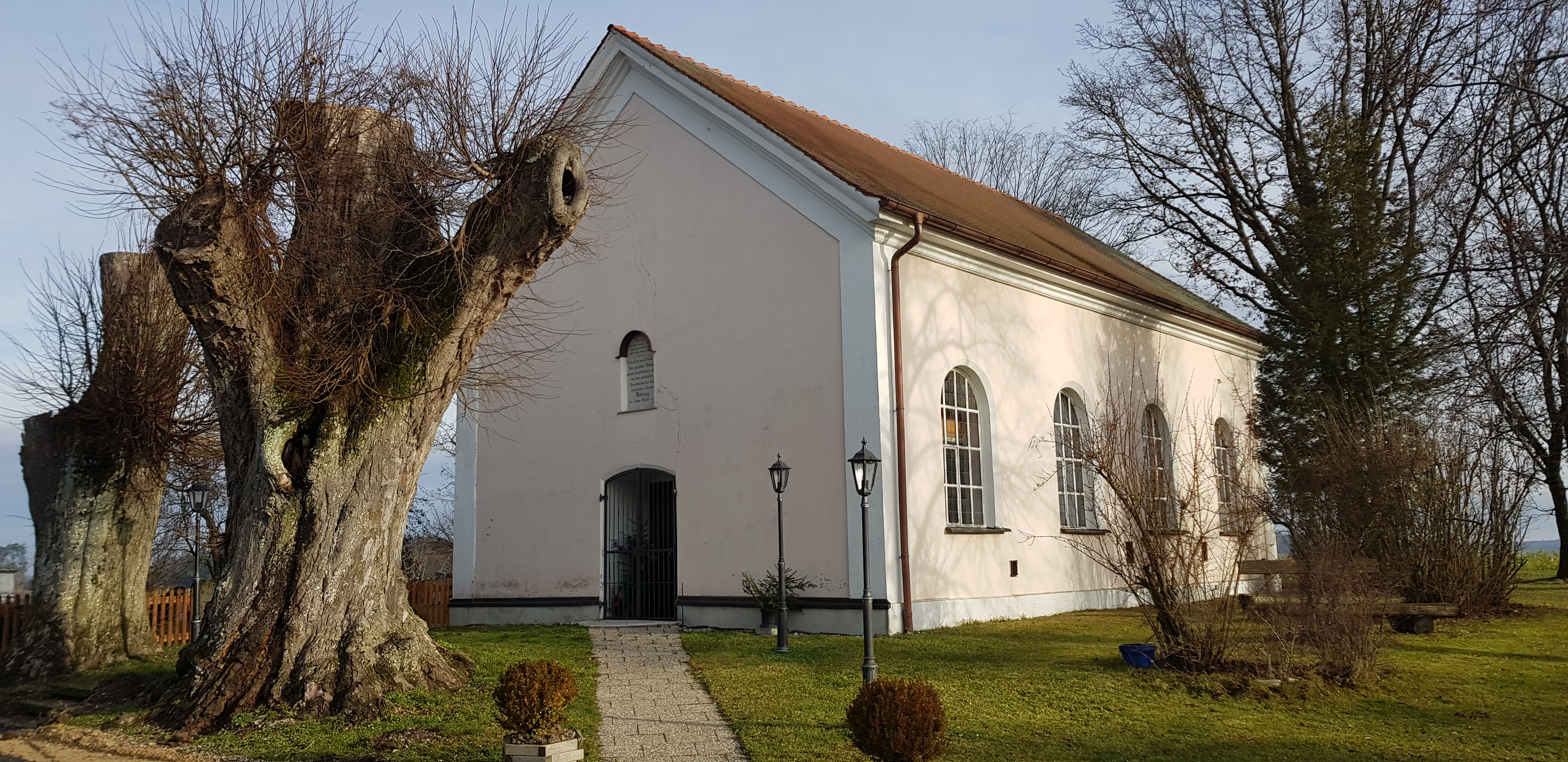
Bethaus in Eichstock

1841 wurde den mennonitischen Siedlern die königliche Genehmigung erteilt, auf einer Anhöhe in Eichstock ein Bethaus zu bauen. Zuvor fanden die gottesdienstlichen Versammlungen privat in Wohnungen in Stachusried und in Eichstock statt. Neben dem neuen Bethaus entstand auch ein Begräbnisplatz. Zuvor war bereits in Wagenried ein erster Mennonitenfriedhof entstanden. Die Bauzeit des neuen Bethauses betrug etwa fünfeinhalb Monate. Am 14. November 1841 wurde das Gotteshaus eingeweiht. Das Innere der Kirche ist, wie in mennonitischen Kirchen üblich, schlicht und ohne bildliche Ausschmückungen gestaltet. Über dem Eingang wird die königliche Genehmigung in einem stilvollen Schild erwähnt.
Durch die Abwanderungen vieler Familien kam es, dass die Kirche um 1920 kaum noch Besucher hatte. Erst durch den Zuzug junger Familien nach dem Zweiten Weltkrieg konnte sich wieder eine aktive Gemeinde entwickeln. Die Gemeinde, die unterschiedliche Phasen des Gemeindelebens erlebt hat, verfügt seit 1967 auch über ein Freizeitheim, in dem auch Hochzeiten und andere Veranstaltungen stattfinden.
Angesichts ihrer geringen Mitgliederzahl beschloss die Mennonitische Ortsgemeinde Eichstock im März 2022 den Zusammenschluss mit der Freien Evangelischen Gemeinde Markt Indersdorf. Nach zwei Jahren Sanierungsarbeiten am Bethaus und einigen Renovationen des Freizeithauses konnten im Juli 2024 die ersten Gottesdienste stattfinden.
Vom 28. April bis zum 4. Mai 2025 feierte die neue Gemeinde in Eichstock eine Festwoche mit Bibelerzählstunde, Vorträgen, großem Jahrmarkt, Konzerte für Kinder und Teens, eine Tour durch das alte Gebetshaus, und einem abschließenden Festgottesdienst mit dem Bürgermeister von Markt Indersdorf fanden in einem großen Zelt statt.